# NGC 300 X-1
NGC 300 X-1 – rentgenowski układ podwójny znajdujący się w galaktyce NGC 300 i składający się z masywnej czarnej dziurze o masie gwiazdowej i gwiazdy Wolfa-Rayeta.
Masa gwiazdy Wolfa-Rayeta jest trudna do oszacowania, w zależności od użytych metod waha się pomiędzy 15+4−2,5   a 26+7−5 M☉. Podobnie trudna do oszacowania jest masa czarnej dziury, jej wyliczona masa zależy nie tylko od niedokładnie znanej masy gwiazdy Wolfa-Rayeta, ale także od kąta inklinacji wspólnej orbity czarnej dziury i gwiazdy w stosunku do kierunku do Ziemi. Dane obserwacyjne sugerują, że inklinacja orbity układu najprawdopodobniej wynosi pomiędzy 60° a 75°, co oznaczałoby, że czarna dziura ma masę pomiędzy 15,6+1,9−1,4   a 20,6+2,9−2,1 M☉.
Zakładając masę 20,6+2,9−2,1 M☉ byłaby to druga najcięższa znana czarna dziura o masie gwiazdowej po czarnej dziurze znajdującej się w podobnym układzie IC 10 X-1.